# Baj van!! (demó)
A Baj van!! a Tankcsapda első hanganyaga, melyet mindössze 3 óra alatt rögzítettek 1989. november 11-én Debrecenben. Az együttes stílusa akkor még punk volt, a dalok témái pedig általában a kábítószer, az anarchia, az alkohol és a prostitúció. Az anyag csak kazettán volt kapható, korlátozott példányszámban. Ennek ellenére az olyan dalok, mint a "Baj van!!", a "Szívd!", a "Félre a tréfát" kiállták az idők próbáját és mai napig gyakran játssza őket koncerteken a Tankcsapda.

## Az album dalai
1. Baj van!!
2. Szívd!
3. Fegyver vagyok
4. Világ proletárjai
5. Tankcsapda
6. Anarchia
7. Félre a tréfát!
8. I Want More (az "Ez vagyok én" dal eredeti kamu-angol változata)

## Újrakiadások és újrafelvételek
- 1993-ban szintén csak kazetta formátumban újra kiadták a Baj van!! demót remixelve és más számlistával, az "I Want More" helyén a "Tetoválj ki!" és a "Terrorista vagyok" dalokkal. Utóbbi a UK Subs "Warhead" című dalának magyar változata.
- 2001-ben az akkori Tankcsapda-felállás újra feljátszotta a teljes anyagot, plusz az 1989-ben már megírt, de a demóról lemaradt dalokat is. A Baj van!! album 2002-ben jelent meg CD-n az eredeti borító felhasználásával.

## Közreműködők
- Lukács László – gitár, ének
- Tóth Laboncz Attila "Labi" – basszusgitár, vokál
- Buzsik György – dobok